# Pino Daniele
Giuseppe Daniele, detto Pino (Napoli, 19 marzo 1955 – Roma, 4 gennaio 2015), è stato un cantautore, chitarrista e compositore italiano.
Chitarrista di formazione blues, è stato, a cavallo degli anni settanta e ottanta, uno dei musicisti più innovativi del panorama italiano. In oltre quarant'anni di carriera ha collaborato con numerosi artisti di prestigio tra i quali Franco Battiato, Francesco De Gregori, Lucio Dalla, Ralph Towner, Yellowjackets, Mike Mainieri, Gato Barbieri, Al Di Meola, Claudio Baglioni, Danilo Rea e Mel Collins. Nel corso degli anni ha presenziato e suonato in molti palcoscenici di rilievo come al Festival di Varadero a Cuba e al teatro Olympia di Parigi. Tra le sue varie esibizioni dal vivo, annovera, inoltre, collaborazioni con artisti di fama internazionale come Pat Metheny, Eric Clapton, Chick Corea, Robert Randolph, Bob Berg e Joe Bonamassa.
La sua tecnica strumentale e compositiva è stata influenzata dalla musica rock, dal jazz di Louis Armstrong, dal chitarrista George Benson e soprattutto dal blues, in una sintesi fra elementi musicali e linguistici assai differenti, interpretati con vena del tutto personale e creativa. La sua passione per i più svariati generi musicali (da Elvis Presley a Roberto Murolo) ha dato origine a un nuovo stile da lui stesso denominato "tarumbò", a indicare la mescolanza di tarantella e blues, assunti come emblema delle rispettive culture di appartenenza.

## Biografia

### Gli esordi

Pino Daniele (a sinistra) ed Enzo Gragnaniello (a destra) in una foto scolastica del 1963

Nato nel quartiere napoletano Porto, era il primogenito di sei figli di un modesto lavoratore portuale. Secondo quanto dichiarato da un amico d'infanzia, le condizioni economiche della famiglia erano così indigenti che da bambino non riuscì neppure a comprarsi l'annuale foto scolastica. Dopo i primi anni trascorsi nel basso dov'era nato, il piccolo Daniele andò ad abitare in piazza Santa Maria La Nova a casa di due zie acquisite, Lia e Bianca, che gli poterono offrire una sistemazione decorosa.
Frequentò le scuole elementari presso l'istituto Oberdan, dove ebbe come compagno di classe Enzo Gragnaniello. Qui Daniele si distinse rispetto agli altri bambini per la costante attenzione all'ordine e alla cura di sé. Profondamente appassionato alla musica fin da piccolo, si esibì per la prima volta a dodici anni in una festa di bambini, incappando in una stecca vocale. Tale episodio rivelò al giovane Daniele il significato autentico di cosa significasse stare su un palcoscenico. Frequentò l'Istituto Armando Diaz di Napoli dove si diplomò in ragioneria, e imparò a suonare la chitarra da autodidatta, assorbendo dall'ambiente di contestazione sociale del Sessantotto molte delle istanze che ne guidarono l'espressione artistica negli anni successivi.
Pino Daniele esordì in un complesso chiamato New Jet, fondato con il suo compagno di classe Gino Giglio, in cui rimase per breve tempo, ma le prime significative esperienze di composizione ed esecuzione in gruppo si concretizzarono con la fondazione del complesso musicale Batracomiomachia, insieme a Paolo Raffone, Rosario Jermano, Rino Zurzolo, Enzo Avitabile ed Enzo Ciervo. A quest'ultimo apparteneva anche lo spazio in Vico Fontanelle alla Sanità dove il gruppo effettuava le prove, e dove in quegli anni passarono molti dei futuri protagonisti di un'intera stagione della musica napoletana, tra cui Corrado Rustici, Edoardo Bennato e il gruppo degli Osanna. Nel 1975 iniziò l'attività di sessionman, suonando nell'album che Mario Musella registrò per la King di Aurelio Fierro e che è rimasto inedito fino al 2012, anno in cui è stato pubblicato con il titolo Arrivederci. L'anno seguente, Pino Daniele apparve per la prima volta come chitarrista nell'album Suspiro che Jenny Sorrenti, sorella del più famoso Alan, stava realizzando per la EMI. Nello stesso periodo partecipò alla registrazione dell'album Le due facce di Gianni Nazzaro di Gianni Nazzaro (cantando anche i cori nella canzone Me ne vado) e accompagnò in tour Bobby Solo.
Oltre ad essere l'anno delle prime esperienze professionali come musicista, il 1976 fu anche l'anno di un importante evento per la vita e la maturazione artistica di Daniele. Il giovane chitarrista entrò a far parte come bassista dei Napoli Centrale, gruppo partenopeo di primissimo piano in cui il musicista venne a contatto con diversi strumentisti fra i quali spicca il nome di James Senese. Il sassofonista napoletano avrebbe in seguito contribuito in modo rilevante alla crescita musicale di Pino Daniele e alla realizzazione di alcuni dei primi album dell'artista come Pino Daniele (1979), Nero a metà (1980) e Vai mo' (1981). Sempre nel 1976, Claudio Poggi, produttore discografico della EMI Italiana, ascoltò una cassetta provino con alcuni brani originali del giovane cantautore, che decise di seguire discograficamente. Già a metà anno quindi venne inciso un 45 giri contenente i brani Che calore e Fortunato.

Pino Daniele in concerto nel 1979

Alla registrazione del 45 giri fece presto seguito l'album di esordio Terra mia, pubblicato nel 1977, dove venivano tra l'altro recuperati i brani del precedente singolo (il titolo Ca calore fu italianizzato in Che calore). La cifra stilistica dell'artista in questo primo lavoro era espressione di un profondo legame con la tradizione partenopea e mediterranea sia per le sonorità che per i testi, i quali riprendono e reinterpretano canti e usanze popolari napoletane. Pur essendo il primo lavoro di Daniele, l'album contiene numerosi brani che negli anni successivi assursero ad un ruolo iconico, caratterizzando fortemente l'identità dell'artista. Tra quelli maggiormente noti vanno certamente ricordati Terra mia, Suonno d'ajere, 'Na tazzulella 'e cafè, Libertà e soprattutto Napule è, composta a soli diciotto anni come dichiarò lui stesso nel 2009 al Festival di Sanremo e che nel tempo sarebbe stata un vero manifesto per l'autore e per l'intera città. 'Na tazzulella 'e cafè divenne ben presto una delle sue prime canzoni lanciate in radio grazie a Renzo Arbore, all'epoca conduttore radiofonico della trasmissione Alto gradimento.
Gli anni settanta si chiusero con la pubblicazione dell'album Pino Daniele, nel quale il cantautore si distaccò maggiormente dalle influenze della musica partenopea per abbracciare sonorità di esplicita derivazione blues. Nell'album spiccano numerosi brani divenuti successivamente classici della sua produzione, come Je so' pazzo, Je sto vicino a te, Chillo È Nu Buono Guaglione (tra i primi pezzi musicali in assoluto a rappresentare la comunità Transgender), Putesse essere allero, Basta na jurnata 'e sole e ...E Cerca 'E Me Capi'.

### Gli anni ottanta

Foto interna dell'album Vai mo'. In senso orario, da sinistra in alto: Fabio Forte, Pino Daniele, Tullio De Piscopo, James Senese, Rino Zurzolo, Joe Amoruso, Tony Esposito

L'arrivo degli anni ottanta aprì al musicista le porte della consacrazione come artista di primo livello. Il 27 giugno 1980, infatti, suonò in apertura del concerto milanese tenuto da Bob Marley allo Stadio San Siro, davanti a circa 80 000 persone. Nello stesso anno arrivò la pubblicazione dell'album Nero a metà, nel quale manifestò in maniera matura il nuovo sound napoletano, un latin blues costruito su sonorità tipicamente mediterranee. Il titolo dell'opera è una dedica che l'artista fece all'allora cantante degli Showmen Mario Musella, scomparso poco prima della pubblicazione del disco, definito da Pino Daniele Nero a metà in quanto figlio di madre napoletana e di padre nativo americano. Il disco è presente nella classifica dei 100 album italiani più belli di ogni tempo, stilata dalla rivista Rolling Stone Italia nel gennaio del 2012. L'artista compare un'unica volta in diciassettesima posizione.
Il 19 settembre 1981 Daniele tenne un grande concerto in piazza del Plebiscito a Napoli di fronte a 200 000 persone, accompagnato sul palco da Tullio De Piscopo, Joe Amoruso, Rino Zurzolo, Tony Esposito, James Senese, una formazione tutta partenopea che lo stesso anno partecipò al quarto album Vai mo'. In questo contesto si andava definendo il cosiddetto "Neapolitan Power" (letteralmente: energia napoletana), all'insegna dell'innovazione artistica in seno alla tradizione campana, con richiami preponderanti a blues, jazz, funk e rock. Tale miscela musicale è riscontrabile nei brani Yes I Know My Way, Viento 'e terra, Have You Seen My Shoes e Notte che se ne va. Se il concerto costituì un evento di grandissimo rilievo per la carriera di tutti i musicisti coinvolti, fu anche il momento in cui si concretizzò la divisione del gruppo e l'inizio delle carriere soliste dei suoi componenti.
Nel 1982 cominciarono le prime grandi collaborazioni con musicisti di fama internazionale. L'album di quell'anno, Bella 'mbriana, è forte dei contributi di Alphonso Johnson al basso e Wayne Shorter al sassofono soprano, entrambi provenienti dallo storico gruppo Weather Report, e prosegue il proprio percorso di commistioni musicali già iniziate nei lavori precedenti. Nel 1983 incise e produsse l'album Common Ground, in collaborazione con Richie Havens, e partecipò, con due brani, all'album Apasionado di Gato Barbieri.

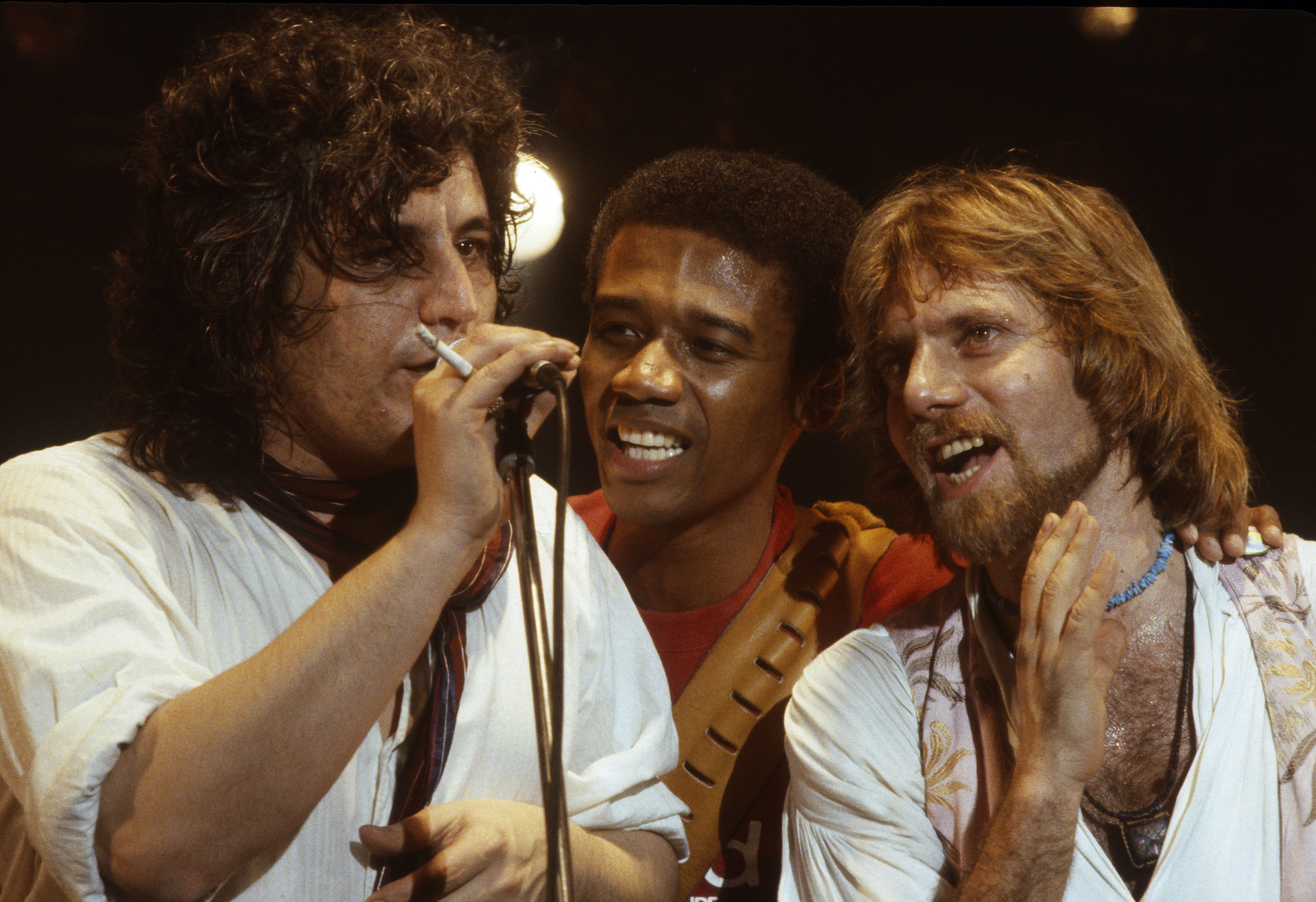
Pino Daniele, Alphonso Johnson, Tony Esposito, 1982

Di nuovo sul palcoscenico, il 24 giugno 1984 aprì l'esibizione milanese di Carlos Santana e Bob Dylan. Il lavoro in studio di registrazione diede origine nello stesso anno all'uscita di Musicante, nel quale confluiscono le sonorità mediterranee, le melodie cantilenanti di impronta araba, i ritmi brasiliani scanditi dalle percussioni di Naná Vasconcelos e i fiati dell'ex King Crimson Mel Collins e che costituisce perciò il primo passo in direzione della world music. Nel medesimo anno l'artista partenopeo pubblicò il suo primo album dal vivo denominato Sció live, dove oltre all'abituale band si esibirono svariati musicisti di fama. Nel 1985 diede alle stampe il suo settimo LP in studio dal titolo Ferryboat, punto di sintesi fra differenti approcci emozionali ed esperienze musicali eterogenee: alla realizzazione del lavoro, oltre ai collaudati Zurzolo e Vitolo, Pino Daniele si fece affiancare anche da Steve Gadd, Mino Cinelu e Gato Barbieri che presta il proprio sassofono nei brani Che ore so'  e Amico mio.
Il 1987 fu l'anno di Bonne soirée, un album di rottura apprezzato da musicisti e addetti ai lavori per le sue sonorità internazionali. Anche questa volta, Daniele si avvalse di musicisti di altissima levatura: Pino Palladino al basso, Bruno Illiano alle tastiere (l'unico musicista italiano dell'album, con cui avrebbe registrato rigorosamente dal vivo senza l'ausilio dell'elaboratore), Jerry Marotta alla batteria (allora musicista di Peter Gabriel), Mel Collins al sassofono e Mino Cinelu alle percussioni. Nel 1988 venne pubblicato il nono album in studio Schizzechea with Love, che vide la partecipazione di Steve Gadd e Agostino Marangolo. Il brano di lancio Schizzechea si aggiudicò, l'anno seguente, la Targa Tenco come miglior canzone in dialetto. Nello stesso periodo girò l'Europa con i concerti di Night of the Guitar, insieme a Randy California, Pete Haycock, Steve Hunter, Robby Krieger, Andy Powell, Ted Turner, Leslie West, Phil Manzanera, Jan Akkerman.
Il prolifico decennio si chiuse con la pubblicazione dell'album Mascalzone latino, nome che anni più tardi riprese l'omonimo team velico partecipante alle regate dell'America's Cup. Il disco aprì a sonorità completamente acustiche dove i vari fraseggi di chitarra avevano il compito di riportare l'album a suoni volutamente latini e mediterranei. Il brano d'apertura Anna verrà (dedicata all'attrice Anna Magnani) fu uno dei primi composti dall'artista interamente in italiano.

### Gli anni novanta

Pino Daniele e Massimo Troisi nelle fasi di scrittura del brano Quando (1991)

Dal 1990 Pino Daniele ridusse sensibilmente il numero dei suoi concerti per ragioni di salute. Un anno più tardi si presentò nuovamente sul mercato discografico presentando l'album Un uomo in blues, il quale vide un ritorno a impostazioni blues e all'uso preminente della chitarra elettrica, evidente nei brani 'O scarrafone, Leave a Message e nella title track. Nello stesso anno esce l'album Sotto 'o sole, con i brani Quando e O ssaje comme fa 'o core. Nel 1992 il cantautore fece una delle sue rare apparizioni televisive, partecipando insieme al fraterno amico Massimo Troisi al programma Alta classe condotto da Gianni Minà. Daniele e Troisi, entrambi da tempo sofferenti di cuore, erano legati da una profonda amicizia, e in quella circostanza diedero luogo a una serie di gag, scherzando sul loro modo di collaborare. In quella occasione, Troisi attribuì scherzosamente a Daniele la frase Massimo, ho scritto una canzone, mi fai un film?. Il riferimento era al celebre brano Quando, che aveva costituito il tema principale del film di Troisi Pensavo fosse amore... invece era un calesse, uscito l'anno prima. I due artisti avevano già collaborato in più occasioni. Il musicista partenopeo, infatti, compose le musiche di due dei precedenti film di Troisi dal titolo Ricomincio da tre e Le vie del Signore sono finite (contenente il singolo Qualcosa arriverà), rispettivamente del 1981 e del 1987.
Negli anni novanta il musicista si separò dalla prima moglie Dorina Giangrande (corista negli album Terra mia e Un uomo in blues), con cui aveva avuto due figli: Cristina (alla quale dedicò le canzoni Putesse essere allero e Ninnannannaninnanoè, presenti nell'album del 1979 Pino Daniele) e Alessandro, che diventò suo personal manager. Iniziò una relazione con Fabiola Sciabbarrasi, con cui si sposerà nel 2004. La coppia ebbe due figlie (alle quali Daniele dedicò i brani Sara e Sofia sulle note) e un figlio, Francesco (a cui è dedicato il brano Una parte di me, pubblicato nel 2025 in occasione dei 70 anni dell'artista).
Dal 1993 l'artista ritornò a esibirsi regolarmente dal vivo. Il 22 e 23 maggio dello stesso anno fu sul palco a Cava de' Tirreni in due concerti che vennero successivamente registrati e pubblicati nell'album dal vivo E sona mo'. Nello stesso anno pubblicò il dodicesimo album, Che Dio ti benedica, dove si registrò l'ultima collaborazione con l'amico Troisi, coautore del testo del brano T'aggia vede' morta. Il disco presentò collaborazioni con artisti di calibro come il jazzista Chick Corea con il quale duettò in Sicily e Ralph Towner, protagonista in Two Pisces in alto mare. Nel disco si alternano brani scritti sia in lingua italiana che partenopea, come Questa primavera, Un angelo vero, Pace e serenità e Nuda. Il brano Sicily venne riconosciuto, lo stesso anno, miglior canzone in dialetto durante la rassegna del Club Tenco. Nell'occasione, l'artista ricevette la sua seconda Targa Tenco. Sempre in quell'anno Daniele produsse l'album d'esordio del cantautore Joe Barbieri, arrivando a definirlo pubblicamente il suo «erede naturale»; ancora nello stesso anno collaborò con Vasco Rossi come chitarrista e corista del brano Hai ragione tu, incluso nell'album Gli spari sopra.
Nel 1994 fu protagonista di una tournée condivisa insieme a Eros Ramazzotti e Jovanotti, in uno spettacolo nel quale tre artisti con stili e influenze differenti si esibivano in set separati, ma che a turno si confrontavano in intermezzi musicali intervenendo nei brani di ognuno dei tre. Il tour, che si sviluppò durante il mese di giugno, toccò dapprima gli stadi di Monza, Bari e Palermo; ebbe il suo picco al San Paolo di Napoli e all'Olimpico di Roma, e si chiuse con le date di Bassano del Grappa (VI) e Modena. Un anno più tardi, assieme al collega Pat Metheny, diede vita a un nuovo tour toccando numerose città d'Italia quali Roma (stadio Olimpico), Reggio Emilia (festival dell'Unità), Torino (PalaStampa), Cava de' Tirreni e Milano (al Forum di Assago).

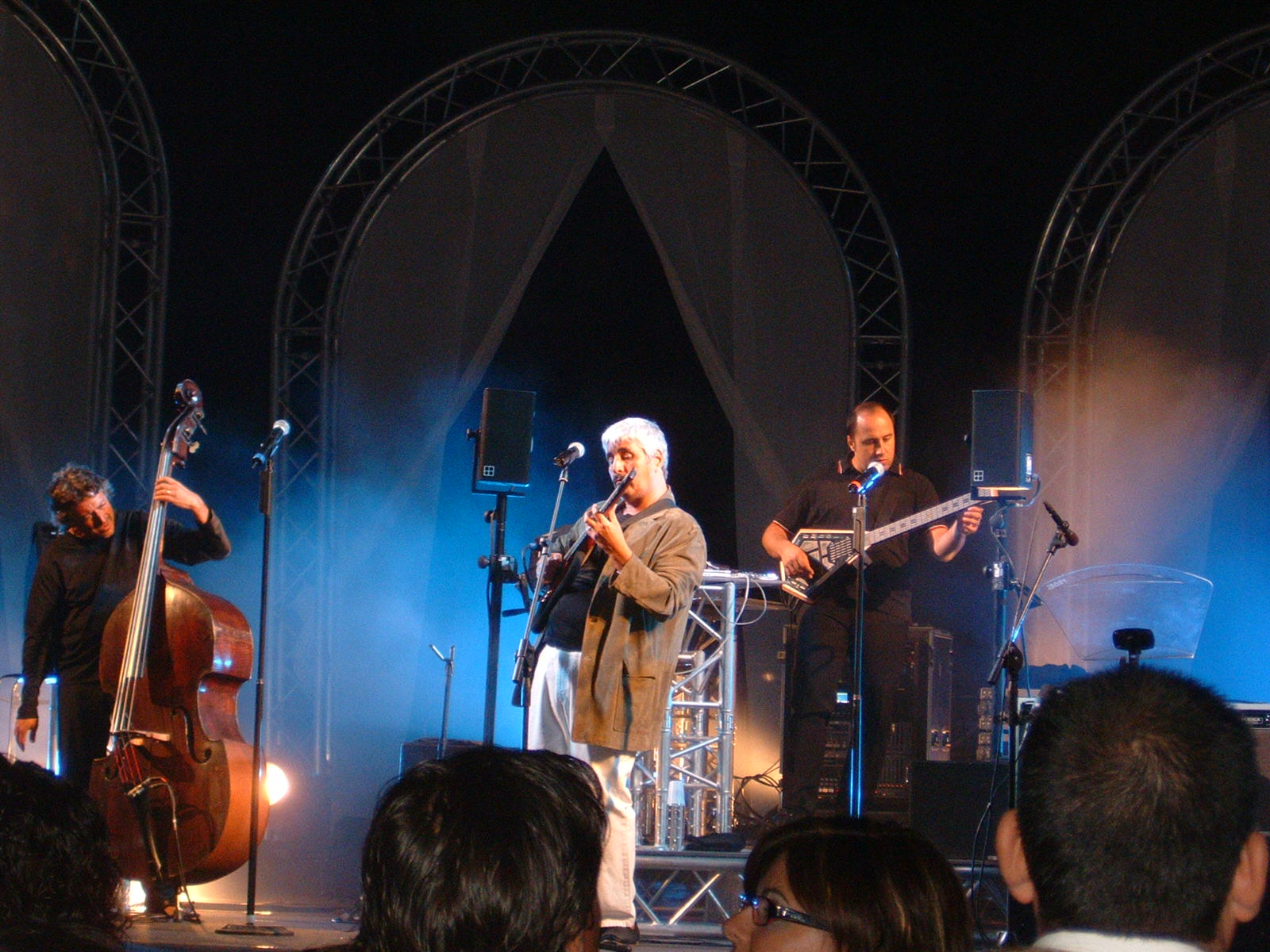
Pino Daniele, con Rino Zurzolo al contrabbasso e Fabio Massimo Colasanti, durante il Tour 2004 "Pino Daniele Ensemble"

La consacrazione commerciale arrivò con i due album successivi: Non calpestare i fiori nel deserto (1995) e Dimmi cosa succede sulla terra (1997). Con il primo disco, Daniele diede una svolta alla propria carriera sviluppando un nuovo modo di comporre brani, allontanandosi dalle contaminazioni funky e dal dialetto napoletano per abbracciare sonorità pop con forti influenze orientali e nordafricane, attingendo alle sue radici partenopee e mescolando il tutto con l'ormai consolidato stile blues. L'album, trascinato dal singolo di lancio Io per lei, vendette oltre 800 000 copie, risultando tra gli album più venduti del 1995 in Italia con sei settimane al numero uno in classifica, di cui cinque consecutive, oltre a fargli ottenere la Targa Tenco come miglior album dell'anno.
Il seguente Dimmi cosa succede sulla terra avrebbe fatto ancora meglio, conquistando dieci dischi di platino e risultando il disco più venduto in Italia per otto settimane consecutive. Il disco gli valse la trionfale vittoria al Festivalbar 1997, nella finalissima svoltasi proprio a piazza del Plebiscito nella sua Napoli, e il musicista si aggiudicò sia il premio per il miglior album che quello per il miglior singolo con il brano Che male c'è.
Un anno più tardi presenziò al Pavarotti international, duettando assieme al grande tenore. Nell'occasione cantarono a due voci il brano Napule è. Il millennio venne chiuso dal musicista con la pubblicazione dell'album Come un gelato all'equatore dove vengono a convergere maggiori sonorità di matrice elettronica e impronte jazz sottolineate dalla voce di Rossana Casale. L'uscita dell'opera venne anticipata dal singolo Neve al sole, in rotazione sulle varie stazioni radiofoniche a partire dalla primavera del 1999.
Nel settembre dello stesso anno il bluesman fu ospite del collega Zucchero Fornaciari in una data all'Arena di Verona del Bluesugar World Tour Mondiale: i due si riappacificano dopo alcuni battibecchi dei mesi precedenti.

### Gli anni duemila

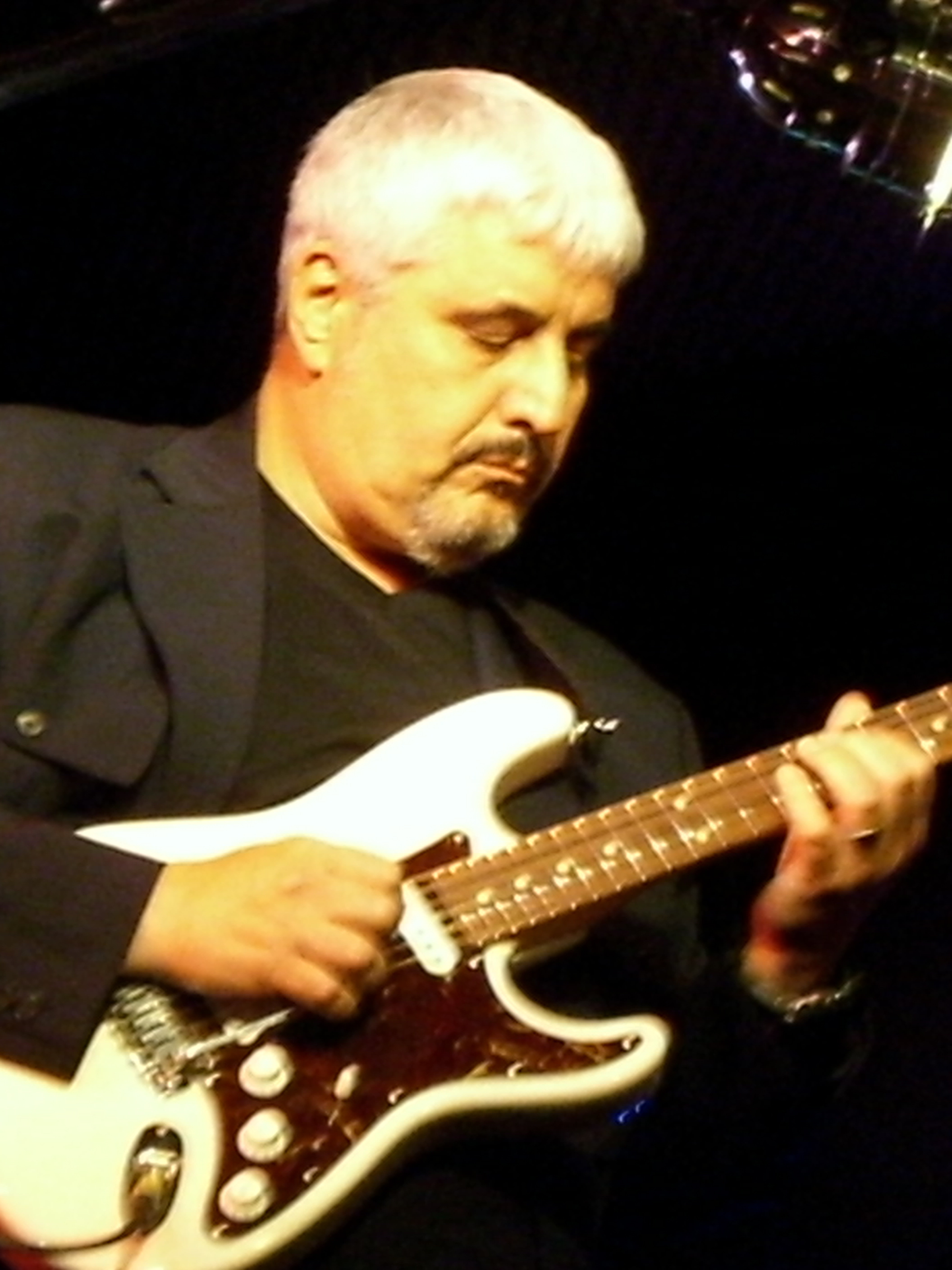
Pino Daniele nel 2008

Le contaminazioni con la tradizione musicale nordafricana si sarebbero fatte preponderanti nel successivo album di inediti Medina, pubblicato dalla BMG-Ricordi nel febbraio del 2001. Il lavoro vide la partecipazione del maliano Salif Keïta, del franco-algerino Faudel, del turco Omar Farouk Tekbilek, del tunisino Lotfi Bushnaq e dei 99 Posse (presenti nel brano Evviva o rre), pubblicazione a cui seguì il tour omonimo. Tra le varie canzoni si ricordano Sara non piangere, Mareluna, Gente di frontiera, Acqua Passata e Senza 'e te, interamente scritta in lingua napoletana. Nel dicembre 2001 esce il CD Concerto Medina Tour 2001 con Allison Miller alla batteria, Miriam Sullivan e Rino Zurzolo ai contrabbassi e Mia Cooper come corista. Nell'estate dell'anno successivo, Pino Daniele ebbe l'idea di una tournée a quattro condivisa insieme ai colleghi Fiorella Mannoia, Francesco De Gregori e Ron, successivamente immortalata nel CD e nel DVD In tour, pubblicato attraverso la Blue Drag, etichetta discografica indipendente creata dal musicista napoletano assieme al figlio.
Con l'album Passi d'autore del 2004 il cantautore abbandonò la ricerca di sonorità mediterranee virando verso altri lidi. L'opera sperimentale si giovò della presenza del Peter Erskine Trio, essenziale a dare una coloritura jazz a diversi brani che si alternano a composizioni dal sapore barocco nel quadro di un'opera di riscoperta da parte di Pino Daniele dei madrigali cinquecenteschi.
Nell'ottobre 2005 presentò il singolo It's Now or Never (celebre cover inglese di 'O sole mio, a suo tempo lanciata da Elvis Presley), a introdurre l'album Iguana cafè che lo stesso autore aveva annunciato diversi mesi prima come secondo capitolo del progetto del 2004. Al disco parteciparono fra gli altri due percussionisti non nuovi a collaborazioni con Daniele, Naná Vasconcelos e Karl Potter. Il 14 maggio, in occasione della data napoletana dell'Iguana Cafè Tour, dopo 25 anni si ritrovarono sullo stesso palco per la prima volta Pino Daniele, James Senese e Tony Esposito.
A due anni dall'ultimo lavoro, il musicista napoletano lanciò sul mercato Il mio nome è Pino Daniele e vivo qui. Caratterizzato dall'incontro fra la tradizione partenopea e i ritmi latino-americani, il disco vide la partecipazione di Giorgia, Tony Esposito e Alfredo Paixão. Ad aprile partì da Palermo il tour Il mio nome è Pino Daniele e suono qui che dopo aver attraversato tutta l'Italia con una puntata a Zurigo, si concluse il 29 maggio 2007 al Palalottomatica di Roma in un concerto a cui intervennero Giorgia e la cantante israeliana Noa.
Nel 2008 si unì ai vecchi amici Tullio De Piscopo, James Senese, Tony Esposito, Joe Amoruso e Rino Zurzolo, in nome di una sorta di rifondazione, a distanza di anni, del "Neapolitan Power". Con tale formazione, potenziata dalla presenza di Chiara Civello e di Al Di Meola, realizzò un triplo CD con quarantacinque brani, tra vecchi successi riarrangiati, versioni originali e alcuni inediti. Il lavoro si sarebbe intitolato, simbolicamente, Ricomincio da 30, a significare trent'anni ininterrotti di carriera musicale, ma anche un omaggio all'amico Massimo Troisi, che nel 1981 aveva debuttato come cineasta con il film Ricomincio da tre, per cui Daniele aveva composto le musiche. Con i musicisti citati si ricomponeva perciò la formazione che aveva suonato ventisette anni prima nell'album Vai mò, e all'insegna delle giuste celebrazioni il gruppo partì per una nuova fortunata tournée. L'8 luglio 2008 Daniele tornò a esibirsi in Piazza del Plebiscito per un trionfale concerto a cui parteciparono numerosi ospiti (tra gli altri Giorgia, Irene Grandi, Piccola Orchestra Avion Travel, Nino D'Angelo, Gigi D'Alessio). L'evento fu trasmesso in diretta televisiva, e fu seguito dalla pubblicazione su DVD, avvenuta il 22 gennaio 2013. In quella occasione, e diversamente dall'accoglienza tributata agli altri ospiti della serata, D'Alessio fu sonoramente fischiato dal pubblico al suo apparire sul palco per eseguire con Daniele il brano 'O scarrafone.
Il 27 marzo 2009 fu pubblicato l'album Electric Jam, anticipato dal singolo Il sole dentro di me, realizzato in duetto con il rapper J-Ax. In occasione del nuovo disco venne organizzato l'Electric Jam Europen tour conclusosi in settembre, a Capri. Il 1º ottobre 2009 Pino Daniele si esibì per la prima volta all'Apollo Theater di New York, mentre tre giorni più tardi tenne un concerto a Toronto.

### Gli anni duemiladieci

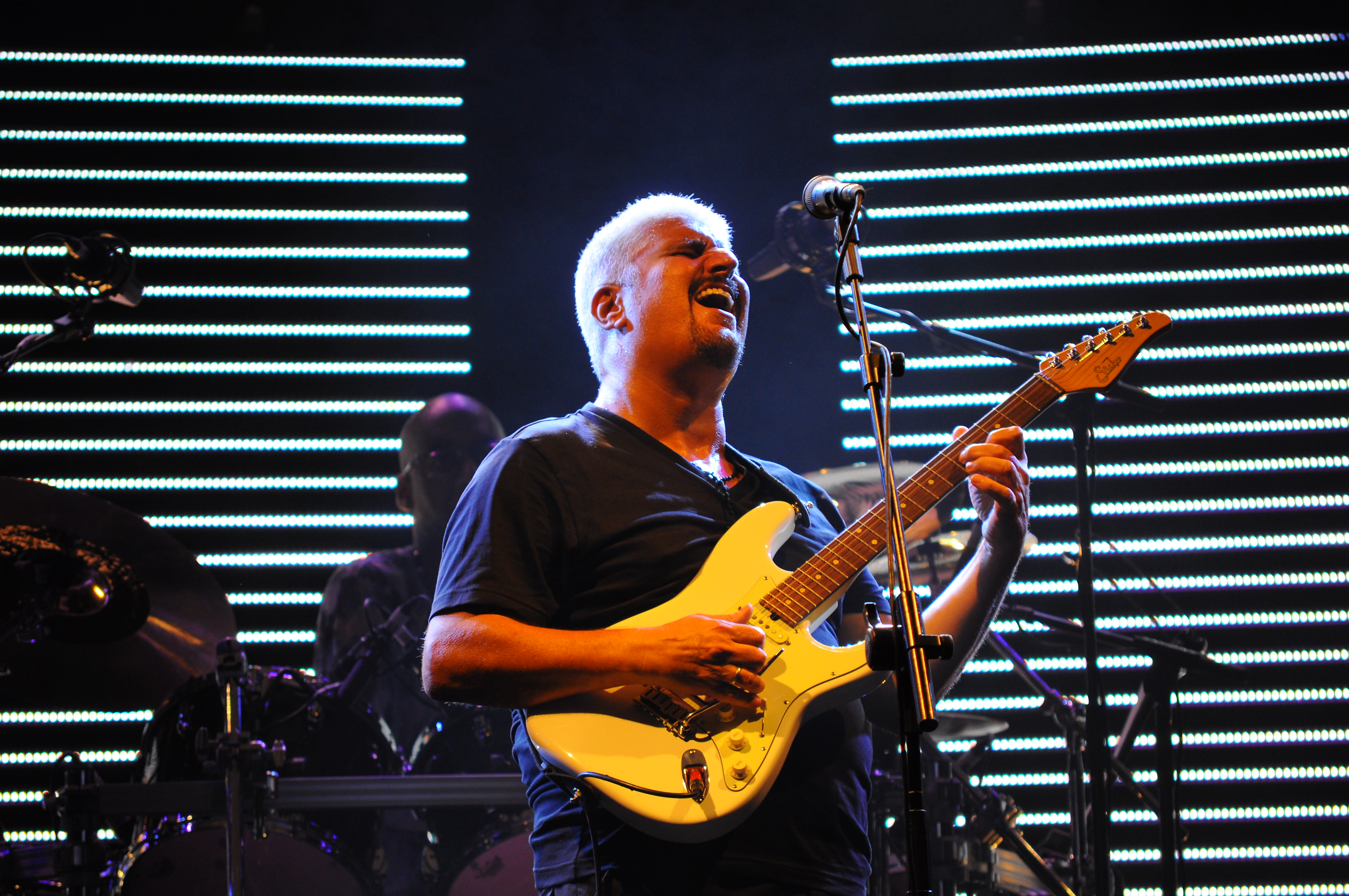
Esibizione al Pomigliano Jazz Festival 2012

Il 26 giugno 2010 partecipò al Crossroads Guitar Festival, organizzato da Eric Clapton al Toyota Park di Chicago, suonando assieme a Joe Bonamassa e Robert Randolph. Il 23 novembre dello stesso anno fu pubblicato il ventiduesimo album in studio, Boogie Boogie Man, anticipato dal singolo omonimo il 5 novembre e vede duetti con artisti quali Mina, Franco Battiato, Mario Biondi e J-Ax.
L'album già menzionato Boogie Boogie Man fu però un sostituto a quello che sarebbe dovuto essere un diretto sequel all'album precedente Electric Jam. L'album si sarebbe chiamato Acoustic Jam, e come suggerisce il nome, sarebbe stata l'altra faccia della stessa medaglia; un LP avente un sound più acustico in retrospetto al precedente. Essendo Electric Jam di 6 tracce, si pensa sarebbe stato così anche per il suo seguito, sommando I due progetti per un numero di tracce classico di un album musicale, ossia 12.  L'album fu rimandato per la promozione di Electric Jam e da allora non fu mai più pubblicato, e al suo posto fu appunto pubblicato successivamente Boogie Boogie Man, avente solo tre inediti e per il resto versioni ricantate di alcuni brani tra cui alcuni aventi featuring iconici della scena musicale italiana come Mina e Franco Battiato. Si presuppone che gli inediti pubblicati postumamente dello stesso Pino Daniele sarebbero dovuti appartenere a quest'album, dal momento che le canzoni postume fino ad ora pubblicate sono tutte risalenti al 2009, e Acoustic Jam era previsto per il novembre di questo stesso anno.
Il 24 giugno 2011 si esibì allo stadio di Cava de' Tirreni (SA), in concerto con Eric Clapton davanti a una platea di 16 000 spettatori. Durante il concerto, Pino Daniele cantò in italiano una strofa di Wonderful Tonight di Clapton. Un mese dopo fu nuovamente ospite del collega Zucchero Fornaciari allo Stadio Olimpico di Roma durante il Chocabeck World Tour.
Nel 2012 fu lanciato il nuovo lavoro La grande madre, a cui collaborarono Steve Gadd, Chris Stainton, Mel Collins, Omar Hakim, Rachel Z, Willie Weeks, Gianluca Podio, Solomon Dorsey e Mino Cinelu. Nel marzo dello stesso anno Pino Daniele si imbarcò nel tour omonimo affiancato sul palco da Rachel Z al pianoforte, Omar Hakim alla batteria, Solomon Dorsey al basso e Gianluca Podio alle tastiere. La tournée toccò per due mesi metropoli, grandi centri e cittadine dell'intera penisola per spostarsi poi oltreoceano a New York, Boston e Washington e riprendere, da luglio a ottobre, per altre diciassette date in tutt'Italia. Nel marzo del 2013 presenziò al concerto tributo tenuto in onore del collega Lucio Dalla e nell'occasione cantò il brano Caruso.
Per l'estate 2014 annunciò un tour nel quale eseguì integralmente l'album Nero a metà, interpretandolo dal vivo il 1º settembre 2014 con i membri del gruppo originale in un concerto all'Arena di Verona; erano con lui James Senese e il suo sassofono, Gigi De Rienzo al basso, Agostino Marangolo alla batteria, Ernesto Vitolo al piano e alle tastiere, Rosario Jermano alle percussioni e Tony Cercola ai bongos. Sul palco Pino Daniele duettò con Elisa, Mario Biondi, Fiorella Mannoia, Emma e Francesco Renga. Il tour ripartì con il concerto del 6 dicembre a Conegliano per proseguire l'11 dicembre a Bari, il 13 a Roma, il 16 e 17 a Napoli e il 22 dicembre ad Assago. Il 31 dicembre 2014 si esibì a Courmayeur prendendo parte al programma televisivo L'anno che verrà, in quella che sarebbe diventata la sua ultima apparizione pubblica.

### La morte
Da tempo sofferente di seri problemi cardiaci, la sera del 4 gennaio 2015, poco più di due mesi prima del suo sessantesimo compleanno, fu colpito da un infarto mentre si trovava nella sua villa, un podere isolato nelle campagne tra i comuni di Magliano in Toscana e Orbetello, in provincia di Grosseto. Giunto all'ospedale Sant'Eugenio di Roma, dopo vani tentativi di rianimazione, venne dichiarato deceduto alle 22:45.
La sua scomparsa ha provocato forti risposte emotive soprattutto a Napoli, dove una folla di circa 100 000 persone si è riunita in piazza del Plebiscito la sera del 6 gennaio per commemorare l'artista cantando le sue canzoni. I funerali si sono svolti in due tappe distinte: la mattina del 7 gennaio 2015 al santuario della Madonna del Divino Amore a Roma e la sera in piazza del Plebiscito nella sua città natale, con una cerimonia svolta all'aperto officiata dal Cardinale di Napoli Crescenzio Sepe a cui hanno partecipato circa centomila persone. La morte dell'artista ha inoltre suscitato nel mondo della musica e dello spettacolo commossi ricordi di numerosi amici e colleghi tra i quali Eric Clapton, Zucchero Fornaciari, Francesco De Gregori, Antonello Venditti, Roberto Vecchioni, Vasco Rossi, Luciano Ligabue e altri ancora.
Dal 12 al 22 gennaio 2015, l'urna contenente le ceneri di Pino Daniele è stata esposta nella Sala dei Baroni del Maschio Angioino a Napoli, per consentire alla città di rendere omaggio all'artista scomparso. L'urna è stata successivamente trasferita nel cimitero di Magliano in Toscana per esservi tumulata.
Verso la fine di settembre 2015, la città di Napoli ha reso omaggio al cantautore intitolandogli una via presso le vicinanze della sua casa natale. Il 4 gennaio 2016, nel primo anniversario dalla morte, la Rai gli ha dedicato uno speciale. Il successivo 29 giugno è stata inaugurata presso il Museo della pace - Mamt un'esposizione permanente chiamata Pino Daniele Alive dedicata al cantautore napoletano.
A tre anni dalla morte, il 14 maggio 2018 è stato pubblicato il singolo inedito Resta quel che resta. Il 7 giugno dello stesso anno l'artista è stato ricordato con un concerto omaggio tenuto presso lo Stadio San Paolo di Napoli durante il quale hanno preso parte Biagio Antonacci, Eros Ramazzotti, Jovanotti, Antonello Venditti, Giorgia, Francesco De Gregori, Fiorella Mannoia, Massimo Ranieri e Tullio De Piscopo, oltre alle band storiche di Vai mo' e Nero a metà.
Nel 2019, durante la seconda serata del 69º Festival di Sanremo, ha ricevuto il premio alla carriera e alla memoria, ritirato dalle due figlie. Nel mese di ottobre dello stesso anno Poste Italiane ha emesso un francobollo in memoria del cantautore napoletano.
Il 24 novembre 2024, in occasione della partita di campionato Napoli-Roma allo stadio Diego Armando Maradona, prima dell'ingresso in campo delle squadre è stato trasmesso in anteprima un brano inedito di Pino Daniele ritrovato dai figli Alessandro e Sara, Again, pubblicato il venerdì successivo.
Il 19 marzo 2025, nel giorno del settantesimo compleanno dell'artista, del suo onomastico e della festa del papà, viene pubblicato Una parte di me, un brano inedito dedicato al figlio più piccolo, Francesco.
Inoltre sempre nel giorno del suo settantesimo compleanno, è stata scoperta la targa sul Palazzo Morelli in via Santa Maria La Nova 32, dove visse e proprio qui - ancora adolescente - scrisse e compose i suoi due brani più autentici, Napule è e Terra Mia.

## Colonne sonore
Pino Daniele ha composto le musiche per colonne sonore di diverse pellicole. Oltre ai tre film dell'amico Massimo Troisi (Ricomincio da tre, Le vie del Signore sono finite e Pensavo fosse amore... invece era un calesse), portano la firma di Daniele le colonne sonore di La mazzetta (1978) di Sergio Corbucci, Se lo scopre Gargiulo (1988) di Elvio Porta, Amore a prima vista (1999) di Vincenzo Salemme e Opopomoz (2003) film d'animazione di Enzo D'Alò.
Per Mi manda Picone (1983) di Nanni Loy, Daniele ha invece composto la canzone Assaje, interpretata dalla protagonista Lina Sastri (le restanti musiche del film sono di Tullio De Piscopo). Due brani estratti da un suo concerto alla Mostra d'Oltremare a Napoli nel 1984 aprono e chiudono la pellicola Blues metropolitano del 1984 (Yes I Know My Way e Lazzari felici).
Je so' pazzo è stata utilizzata come "colonna sonora" per il sogno di uno dei Tre fratelli nella pellicola di Francesco Rosi (1981); la stessa canzone è presente anche in Maradona - La mano de Dios di Marco Risi (2006), nel momento in cui Maradona arriva a Napoli. Il madrigale Disperata vita è stato invece inserito nella colonna sonora di Fame chimica (2003) di Antonio Bocola e Paolo Vari.
Porta la sua firma la colonna sonora di La seconda volta non si scorda mai (2008) con Alessandro Siani. Siani ripropone poi "zio Pino" con il brano Uè Man! nel film Il principe abusivo (2013).
Il regista Paolo Sorrentino ha inserito la canzone Napule è nella scena conclusiva del film È stata la mano di Dio (2021).

## Discografia

### Album in studio
- 1977 – Terra mia
- 1979 – Pino Daniele
- 1980 – Nero a metà
- 1981 – Vai mo'
- 1982 – Bella 'mbriana
- 1984 – Musicante
- 1985 – Ferryboat
- 1987 – Bonne soirée
- 1988 – Schizzechea with Love
- 1989 – Mascalzone latino
- 1991 – Un uomo in blues
- 1991 – Sotto 'o sole
- 1993 – Che Dio ti benedica
- 1995 – Non calpestare i fiori nel deserto
- 1997 – Dimmi cosa succede sulla terra
- 1999 – Come un gelato all'equatore
- 2001 – Medina
- 2004 – Passi d'autore
- 2005 – Iguana cafè - Latin blues e melodie
- 2007 – Il mio nome è Pino Daniele e vivo qui
- 2009 – Electric Jam
- 2009 – Acoustic Jam (mai pubblicato)
- 2012 – La grande madre

### Album dal vivo
- 1984 – Sció live
- 1993 – E sona mo'
- 2001 – I concerti live @ RTSI
- 2002 – Concerto Medina Tour 2001
- 2002 – In tour (con Francesco De Gregori, Fiorella Mannoia e Ron)
- 2013 – Tutta n'ata storia - Vai mo' - Live in Napoli
- 2015 – Nero a metà Live

### Raccolte
- 1986 – Musica musica
- 1990 – Tra musica e magia
- 1995 – Passa 'o tiempo e che fa - I primi anni
- 1997 – Voglio 'o mare
- 1998 – Yes I Know My Way
- 2000 – Studio Collection, Le origini
- 2000 – Napule è
- 2002 – Amore senza fine
- 2004 – The Platinum Collection
- 2005 – Studio Collection
- 2006 – Pino Daniele D.O.C.
- 2006 – Tutto Daniele - Che male c'è
- 2008 – Ricomincio da 30
- 2008 – The Platinum Collection: The Early Years
- 2008 – I grandi successi - Pino Daniele
- 2010 – Boogie Boogie Man
- 2011 – Capriccio napoletano
- 2016 – Bagaglio a mano
- 2018 – Le corde dell'anima - Studio & Live

### Colonne sonore
- 1978-  La mazzetta
- 1981 - Ricomincio da tre
- 1988 – Le vie del Signore sono finite
- 1988-  Se lo scopre Gargiulo
- 1991-  Pensavo fosse amore...invece era un calesse
- 2003-  Opopomòz

## Riconoscimenti
- Ciak d'oro
  - 1992 – Migliore colonna sonora per Pensavo fosse amore... invece era un calesse[110]
- Globo d'oro
  - 1992 – Miglior musica per Pensavo fosse amore... invece era un calesse